# Boscos temperats de les illes San Félix–San Ambrosio
Els boscos temperats de les illes San Félix–San Ambrosio és un bioma situat al petit arxipèlag oceànic conegut com a Illes Desventuradas Les illes pertanyen a Xile, a una distància de 850 km de la costa d'aquest estat, i uns 750 km al nord de les illes Juan Fernández. A causa de la seva distància i llurs difícils condicions, no han estat objecte de grans estudis. Les illes entre si estan a 20 km de distància i probablement són d'origen volcànic.

## Clima
Només es coneixen les característiques climàtiques de San Félix: el clima és mediterrani, càlid, humit i oceànic. Les temperatures oscil·len entre els 14,3 °C i els 22,5 °C, amb una mitjana de 17,8 °C. Les precipitacions anuals són de 94,8 mm, es produeixen principalment a l'hivern (maig-agost). Sant Ambrosio és més favorable per a la retenció de la boira, donant lloc a microclimes més proclius a la vegetació. No hi ha fonts permanents d'aigua dolça a les illes, i és probable que només hi hagi corrents d'aigua temporals durant les precipitacions.

## Flora
A causa de la llunyania esmentada, la vegetació no està ben caracteritzada; només es disposa de treballs descriptius de visites esporàdiques. Les condicions àrides de San Félix es reflecteixen en el seu matoll baix, on la cobertura no supera el 25% i és predominantment matolls de 20-30 cm d'alçada amb plantes en coixí. La cobertura vegetal és generalment millor a San Ambrosio, i a les zones que es beneficien de la humitat de la boira, s'ha observat que alguns exemplars de Sonchus laceratus (sin. Thamnoseris lacerata ) creixen fins a 5 m.